# Leptogaster calvimacula
Leptogaster calvimacula là một loài ruồi trong họ Asilidae. Leptogaster calvimacula được Martin miêu tả năm 1964. Loài này phân bố ở vùng nhiệt đới châu Phi.